# البنك المركزي المصري
البنك المركزي المصري هو البنك المركزي لجمهورية مصر العربية، أنشئ طبقًا للقانون رقم 250 لسنة 1960 ويعمل حالياً طبقا للقانون رقم 194 لسنة 2020 ككيان مستقل وبنك مركزي للدولة المصرية يتبع رئيس الجمهورية، ومن مسؤولياته إصدار العملة المحلية «الجنيه المصري» بكافة فئاته، صياغة السياسة النقدية، المحافظة على استقرار العملة المحلية، إدارة احتياطي الدولة من الذهب والعملات الحرة، الرقابة على البنوك، إدارة ديون الحكومة، والسيطرة على معدل التضخم.

## الاختصاصات
- إصدار النقد وإدارته، وتحديد فئاته ومواصفاته.

وضع السياسة النقدية وتنفيذها.
- وضع نظام وسياسة سعر الصرف الأجنبي وتنفيذهما، وتنظيم سوق الصرف الأجنبي ورقابته. ‌

الرقابة والإشراف على وحدات الجهاز المصرفي.
- إدارة الأزمات المصرفية، وتسوية أوضاع البنوك المتعثرة.
- الاحتفاظ باحتياطيات الدولة من الذهب والنقد الأجنبي، وإدارتها.
- ‌ القيام بدور المستشار والوكيل المالي للحكومة.
- حصر ومتابعة المديونية الخارجية على الحكومة والهيئات العامة الخدمية والاقتصادية وشركات القطاع العام وقطاع الأعمال العام والقطاع الخاص.
- حماية حقوق عملاء الجهات المرخص لها، وتسوية المنازعات ذات الصلة.
- حماية المنافسة وتعزيزها، ومنع الممارسات الاحتكارية بالجهات المرخص لها.
- تحقيق سلامة نظم وخدمات الدفع، ورفع كفاءتها.
- التعاون وتبادل المعلومات مع الجهات الأجنبية المناظرة له في اختصاصاته.
- المساهمة والاشتراك في المؤسسات والجهات الدولية ذات الصلة بمجال عمله.
- تعزيز الشمول المالي، والعمل على توسيع قاعدة المستفيدين من الخدمات المصرفية، ووضع الأطر التي تهدف إلى خفض الاستخدام المادي للنقود.
- إنشاء نظم وخدمات الدفع وإدارتها.[3]

## المحافظين
طبقاً للفصل الثالث (مادة 17) من القانون رقم 194 لسنة 2020 فإنه يصدر بتعيين محافظ البنك المركزي قرار من رئيس الجمهورية ويعين بدرجة نائب رئيس مجلس الوزراء. ومحافظي البنك المركزي منذ إنشاؤه حتي الآن هم كالتالي:
| م                                                   | المحافظ                 | من             | إلى            |
| --------------------------------------------------- | ----------------------- | -------------- | -------------- |
| باعتبار البنك الأهلي المصري هو البنك المركزي للدولة |                         |                |                |
| 1 (1)                                               | أحمد زكي                | 18 مايو 1951   | 30 ابريل 1952  |
| 2                                                   | محمد فكري               | 8 مايو 1952    | 29 مارس 1955   |
| 1 (2)                                               | أحمد زكي                | 30 مارس 1956   | 23 يوليو 1957  |
| 3                                                   | عبد الجليل العمري       | 14 نوفمبر 1957 | 26 مارس 1960   |
| 4                                                   | عبد الحكيم الرفاعي      | 26 مارس 1960   |                |
| اعتباراً من إنشاء بنك مركزي مستقل                    |                         |                |                |
| 1                                                   | عبد الحكيم الرفاعي      |                | 25 مارس 1964   |
| 2 (1)                                               | أحمد زندو               | 26 مارس 1964   | 5 فبراير 1967  |
| 3                                                   | أحمد نظمي عبد الحميد    | 5 فبراير 1967  | 31 يناير 1971  |
| 2 (2)                                               | أحمد زندو               | 1 فبراير 1971  | 18 مارس 1976   |
| 4                                                   | محمد عبد الفتاح إبراهيم | 19 مارس 1976   | 4 يناير 1981   |
| 5                                                   | محمد شلبي               | 27 فبراير 1982 | 30 مارس 1985   |
| 6                                                   | علي نجم                 | 31 مارس 1985   | 9 نوفمبر 1986  |
| 7                                                   | محمود صلاح الدين حامد   | 10 نوفمبر 1986 | 1 يوليو 1993   |
| 8                                                   | إسماعيل حسن محمد        | 2 يوليو 1993   | 31 أكتوبر 2001 |
| 9                                                   | محمود أبو العيون        | 1 نوفمبر 2001  | 30 نوفمبر 2003 |
| 10                                                  | فاروق العقدة            | 1 ديسمبر 2003  | 2 فبراير 2013  |
| 11                                                  | هشام رامز               | 3 فبراير 2013  | 27 نوفمبر 2015 |
| 12                                                  | طارق عامر               | 27 نوفمبر 2015 | 17 أغسطس 2022  |
| 13                                                  | حسن عبد الله            | 18 أغسطس 2022  | حتى الآن       |

## الجهات التابعة
- وحدة مكافحة غسل الأموال وتمويل الإرهاب.
- دار طباعة النقد.
- المعهد المصرفي المصري.
- شركة بنوك مصر للتقدم التكنولوجي.
  - إنستاباي.
  - شبكة ربط البنوك 123.
  - علامة ميزة.

## البنوك المساهم فيها
- المصرف المتحد.[19]
- البنك العربي الأفريقي.[19]
- المصرف العربي الدولي.[19]

## التشريعات المنظمة

### البنك المركزي
- قانون رقم 57 لسنة 1951 في شأن اعتبار البنك الأهلي المصري البنك المركزي للدولة «ملغي».[20]
  - التعديلات:
    - قانون رقم 50 لسنة 1957.[21]

  - النظام الأساسي:
    - قرار رئيس الجمهورية رقم 185 لسنة 1957 في شأن النظام الأساسي للبنك المركزي المصري.[22]
- قانون رقم 163 لسنة 1957 في شأن البنوك والائتمان «ملغي».[23]
  - التعديلات:
    - قانون رقم 135 لسنة 1960.[24]
    - قانون رقم 86 لسنة 1980.[25]
    - قانون رقم 50 لسنة 1984.[26]
    - قانون رقم 37 لسنة 1992.[27]
    - قانون رقم 101 لسنة 1993.[28]
    - قانون رقم 97 لسنة 1996.[29]
    - قانون رقم 81 لسنة 2002.[30]
- قانون رقم 40 لسنة 1960 في شأن إنتقال ملكية البنك الأهلي المصري إلى الدولة وعلى أن يظل البنك المركزي للدولة.[31]
- قانون رقم 250 لسنة 1960 في شأن البنك المركزي المصري والبنك الأهلي المصري «ملغي».[1]
  - التعديلات:
    - القانون رقم 277 لسنة 1960.[32]
    - قانون رقم 17 لسنة 1965.[33]

  - النظام الأساسي:
    - قرار رئيس الجمهورية رقم 2336 لسنة 1960 في شأن النظام الأساسي للبنك المركزي المصري.[34]
- قرار رئيس الجمهورية رقم 2422 لسنة 1971 في شأن تطوير الجهاز المصرفي.[35]
- قانون رقم 120 لسنة 1975 في شأن البنك المركزي المصري والجهاز المصرفي «ملغي».[36]
  - ألغي بموجبه:
    - قانون رقم 250 لسنة 1960 في شأن البنك المركزي المصري والبنك الأهلي المصري.

  - التعديلات:
    - قانون رقم 50 لسنة 1984.[26]
    - قانون رقم 37 لسنة 1992.[27]
    - قانون رقم 97 لسنة 1996.[29]
    - قانون رقم 14 لسنة 2002.[37]

  - النظام الأساسي:
    - قرار رئيس الجمهورية رقم 488 لسنة 1976 في شأن النظام الأساسي للبنك المركزي المصري.[38]
    - قرار رئيس الجمهورية رقم 394 لسنة 1989 في شان تعديل قرار رئيس الجمهورية رقم 488 لسنة 1976.[39]
    - قرار رئيس الجمهورية رقم 59 لسنة 1993 في شأن النظام الأساسي للبنك المركزي المصري: ألغي بموجبه قرار رئيس الجمهورية رقم 488 لسنة 1976.[40]
- قانون رقم 88 لسنة 2003 في شأن البنك المركزي والجهاز المصرفي والنقد «ملغي».[41]
  - ألغي بموجبه:
    - القانون رقم 163 لسنة 1957 في شأن البنوك والائتمان.
    - القانون رقم 120 لسنة 1975 في شأن البنك المركزي المصري والجهاز المصرفي.
    - القانون رقم 205 لسنة 1990 في شأن سرية الحسابات بالبنوك.
    - القانون رقم 38 لسنة 1994 في شأن تنظيم التعامل بالنقد الأجنبي.
    - القانون رقم 155 لسنة 1998 في شأن تنظيم مساهمة القطاع الخاص في رؤوس أموال بنوك القطاع العام.

  - التعديلات:
    - قانون رقم 162 لسنة 2004.[42]
    - قانون رقم 93 لسنة 2005.[43]
    - قانون رقم 125 لسنة 2011.[44]
    - قانون رقم 125 لسنة 2009.[45]
    - قانون رقم 160 لسنة 2012.[46]
    - قانون رقم 8 لسنة 2013.[47]

  - النظام الأساسي:
    - قرار رئيس الجمهورية رقم 64 لسنة 2004 في شأن النظام الأساسي للبنك المركزي المصري.[48]
    - قرار رئيس الجمهورية رقم 257 لسنة 2009.[49]
    - قرار رئيس الجمهورية رقم 433 لسنة 2012.[50]

  - اللائحة التنفيذية:
    - قرار رئيس الجمهورية رقم 101 لسنة 2004 في شأن اللائحة التنفيذية للقانون رقم 88 لسنة 2003.[51]
- قانون رقم 194 لسنة 2020 في شأن البنك المركزي والجهاز المصرفي.[2][52]
  - ألغي بموجبه:
    - القانون رقم 88 لسنة 2003 في شأن البنك المركزي والجهاز المصرفي والنقد.

### تنظيم النقد
- قانون رقم 109 لسنة 1939 في شأن تنظيم العمليات الخاصة بالنقود وأوراق النقد الأجنبية «ملغي».[53]
- قانون رقم 80 لسنة 1947 في شأن تنظيم الرقابة على عمليات النقد «ملغي».[54]
  - ألغي بموجبه:
    - القانون رقم 109 لسنة 1939 في شأن تنظيم العمليات الخاصة بالنقود وأوراق النقد الأجنبية.

  - التعديلات:
    - قانون رقم 19 لسنة 1968.[55]
- قانون رقم 97 لسنة 1976 في شأن تنظيم التعامل بالنقد الأجنبي «ملغي».[56]
  - ألغي بموجبه:
    - القانون رقم 80 لسنة 1947 في شأن تنظيم الرقابة على عمليات النقد.
    - القانون رقم 98 لسنة 1957 في شأن بعض الأحكام الخاصة بالتهريب.

  - التعديلات:
    - قانون رقم 67 لسنة 1980.[57]
- قانون رقم 38 لسنة 1994 في شأن تنظيم التعامل بالنقد الأجنبي «ملغي».[58]
  - ألغي بموجبه:
    - القانون رقم 97 لسنة 1976 في شأن تنظيم التعامل بالنقد الأجنبي.

  - التعديلات:
  - قانون رقم 228 لسنة 1996.[59]

### مكافحة غسل الأموال
- قانون رقم 80 لسنة 2002 في شأن مكافحة غسل الأموال.[60]
  - التعديلات:
    - قانون رقم 78 لسنة 2003.[61]
    - قانون رقم 181 لسنة 2008.[62]
    - قانون رقم 36 لسنة 2014.[63]
    - قانون رقم 17 لسنة 2020.[64]

  - اللائحة التنفيذية:
    - قرار رئيس مجلس الوزراء رقم 951 لسنة 2003 بإصدار اللائحة التنفيذية للقانون رقم 80 لسنة 2002.[65]

### قوانين أخرى
- القانون رقم 205 لسنة 1990 في شأن سرية الحسابات بالبنوك «ملغي».[66]
- القانون رقم 155 لسنة 1998 في شأن تنظيم مساهمة القطاع الخاص في رؤوس أموال بنوك القطاع العام «ملغي».[67]
- القانون رقم 18 لسنة 2019 في شأن تنظيم استخدام وسائل الدفع غير النقدي.[68]
  - اللائحة التنفيذية:
    - قرار رئيس مجلس الوزراء رقم 1776 لسنة 2020 في شأن اللائحة التنفيذية للقانون رقم 18 لسنة 2019.[69]

## أنظر أيضًا
- قائمة بنوك مصر
- قائمة المصارف المركزية العربية
- قائمة جهات رقابية مصرية

## وصلات خارجية
- الموقع الرسمي